# Лазарев, Михаил Дмитриевич
Михаил Дмитриевич Лазарев (1927—2019) — советский передовик производства в общем машиностроении. Герой Социалистического Труда (1971).

## Биография
Родился 29 сентября 1927 года в селе Ельцовка Башкирской АССР в многодетной крестьянской семье.
Окончил четыре класса Ельцовской сельской школы. В 1941 году после гибели отца на фронтах Великой Отечественной войны прервал обучение, работал в местном колхозе.
Переехав в Усть-Катав Челябинской области, окончил семилетнюю школу, в 1944 году — ремесленное училище. С 1944 года работал электросварщиком в цехе № 8 Усть-Катавского вагоностроительного завода, в период войны — по изготовлению повозок для артиллерийских орудий, в послевоенное время — на изготовлении трамваев и узкоколейных железнодорожных платформ.
С 1960 года после прохождения переобучения в Москве был переведён в цех химической аппаратуры № 9. С 1969 года работал электросварщиком специального производства по изготовлению продукции ракетно-космической тематики как народнохозяйственного, так и оборонного назначения.
26 июля 1966 года Указом Президиума Верховного Совета СССР «за отличие в труде и создание новых образцов спецтехники» М. Д. Лазарев был награждён Орденом Ленина.
26 апреля 1971 года «за выдающиеся заслуги в выполнении заданий пятилетнего плана и создание новой техники» Указом Президиума Верховного Совета СССР Михаил Дмитриевич Лазарев был удостоен звания Героя Социалистического Труда с вручением Ордена Ленина и золотой медали «Серп и Молот».
Был депутатом Усть-Катавского городского Совета народных депутатов 12 созыва.
В 1983 году вышел на пенсию по состоянию здоровья, но продолжал работать вплоть до 1992 года.
Умер 6 апреля 2019 года в Усть-Катаве.

## Награды
- Медаль «Серп и Молот» (26.04.1971)
- Орден Ленина (26.07.1966, 26.04.1971)

## Комментарии
1. ↑  Ельцовка (Ельцовский)[1], относившаяся к Месягутовскому кантону, не сохранилась; ныне — территория Салаватского района Башкирии.